# Ksilitol pentanitrate
Ksilitol pentanitrat (KSPN) je primarni eksploziv sa nitriranim estarima  koji je prvi sintetizovao Gabrijel Bertran 1891. godine.  Organi za sprovođenje zakona su se zainteresovali za KSPN zajedno sa eritritol tetranitratom (ETN) i pentaeritritol tetranitratom (PETN) zbog njihove lakoće sinteze, što ih čini dostupnim hemičarima amaterima i teroristima. 

## Svojstva
Na sobnoj temperaturi KSPN postoji kao bela kristalna čvrsta supstanca. Kada se zagreje na  163 °C (325 °F; 436 K), tečni ksilitol pentanitrat počinje da pucketa i proizvodi tamnu paru. Kada se razloži, svaki gram KSPN proizvodi 200 mL gasa, što ga čini eksplozivom visokih performansi. 
Analiza uticaja Rotter-a KSPN-a je pokazala cifru neosetljivosti od 25 (RDX = 80). KSPN je pokazao sličnu osetljivost na električno statičko pražnjenje kao ETN i PETN. 

## Sinteza
Ksilitol pentanitrat nastaje reakcijom ksilitol pentaacetata sa dimećom azotnom kiselinom i glacijalnom sirćetnom kiselinom. 

## Potpuna oksidacija
Slično kao ETN, KSPN ima pozitivan balans kiseonika, što znači da ugljenik i kiseonik u molekulu mogu biti potpuno oksidovani bez dodavanja drugog oksidacionog sredstva. 
{\displaystyle {\ce {4C5H7N5O15 ->[\Delta] 20CO2 + 14H2O + 10N2 + 3O2}}}
Razlaganjem četiri molekula KSPN-a oslobađaju se tri O2. Molekuli slobodnog kiseonika se mogu koristiti za oksidaciju dodane metalne prašine ili eksploziva sa negativnim balansom kiseonika kao što je TNT.

## Spoljašnje veze
- Медији везани за чланак Ksilitol pentanitrate на Викимедијиној остави